# Пилица (река)
Пилѝца (на полски: Pilica) е река в Южна Полша (Силезко, Швентокшиско, Лодзко и Мазовецко войводство), ляв приток на Висла, с дължина 319 km и площ на водосборния басейн 8341 km².

## Географска характеристика
Река Пилица води началото си на 353 m н.в. от Краковско-Ченстоховското възвишения в югоизточната част на град Пилица, източната част на Силезко войводство. В горното и средното течение тече на север през хълмиста равнина в тясна, на места дълбока долина. При град Томашов Мазовецки завива на изток-североизток и тече през южната част на Висленската низина в широка, плитка и заблатена долина. Влива се отляво в река Висла на 90 m н.в., на около 40 km южно от Варшава.
Водосборният басейн на Пилица обхваща площ от 8341 km², което представлява 4,2% от водосборния басейн на Висла. Речната ѝ мрежа е едностранно развита с повече и по-дълги десни притоци. На север и югоизток водосборният басейн на Пилица граничи с водосборните басейни на реките Бзура, Радомка, Каменна, Низа и Шренява (леви притоци на Висла), а на запад – с водосборния басейн на река Одра. Основните ѝ притоци са десни: Чарна (88 km) и Джевичка (81 km, 1090 km²).
Пилица има ясно изразено пролетно пълноводие, дължащо се на снеготопенето и обилните валежи през сезона и лятно маловодие с характерни епизодични прииждания в резултат от поройни дъждове във водосборния ѝ басейн. Средният годишен отток в долното ѝ течение е около 40 m³/sec.

## Стопанско значение, селища
Голяма част от водите на реката се използват за битово и промишлено водоснабдяване. Плавателна е за плиткогазещи речни съдове до граз Томашов Мазовецки. Долината ѝ е гъсто заселена, като най-големите селища са градовете: Пилица, Шчекочини, Конецпол, Томашов Мазовецки, Бялобжеги.